# Mompha nodicolella
Mompha nodicolella é uma espécie de mariposa do gênero Mompha pertencente à família Coleophoridae.